# John Kerr (velejador)
John Kerr (Toronto, 9 de agosto de 1951) é um velejador canadense, medalhista olímpico. Ele competiu nos Jogos Olímpicos de Verão de 1984 na classe Soling e conquistou a medalha de bronze, ao lado de Hans Fogh e Stephen Calder.
Kerr formou-se na Universidade de Western Ontario em 1976 antes de se formar em economia pela Universidade Iorque de 1978 a 1982. Ele então trabalhou, entre outras coisas, na empresa de seu pai, Kerrwil Publications Limited. Ele é casado e tem dois filhos.